# Callionymus goodladi
Callionymus goodladi är en fiskart som först beskrevs av Whitley, 1944.  Callionymus goodladi ingår i släktet Callionymus och familjen sjökocksfiskar. Inga underarter finns listade.